# Veronica arganthera
Veronica arganthera är en grobladsväxtart som först beskrevs av Garn.-jones, Bayly, W.G.Lee och Rance, och fick sitt nu gällande namn av Garn.-jones. Veronica arganthera ingår i släktet veronikor, och familjen grobladsväxter. Inga underarter finns listade i Catalogue of Life.